# Grand Royal by MeMu
Grand Royal by MeMu var en dansk restaurant, beliggende i centrum af Vejle. Den havde siden februar 2018 været tildelt én stjerne i Michelinguiden. Me|Mu blev åbnet i sommeren 2014. Den lukkede i vinteren 2023.

## Historie
Ægteparret Michael Munk og Mette Derdau åbnede i sommeren 2014 restauranten i Vissingsgade i Vejle. I april 2016 flyttede restauranten til større lokaler i Orla Lehmannsgade. I sommeren 2017 blev restauranten delt op i en bistro- og gourmetdel. Gourmetrestauranten blev åbnet i kælderen på adressen Torvegade 9.
Den 19. februar 2018 blev Me|Mu for første gang tildelt én stjerne i Michelinguiden.